# Âm nhạc Eswatini

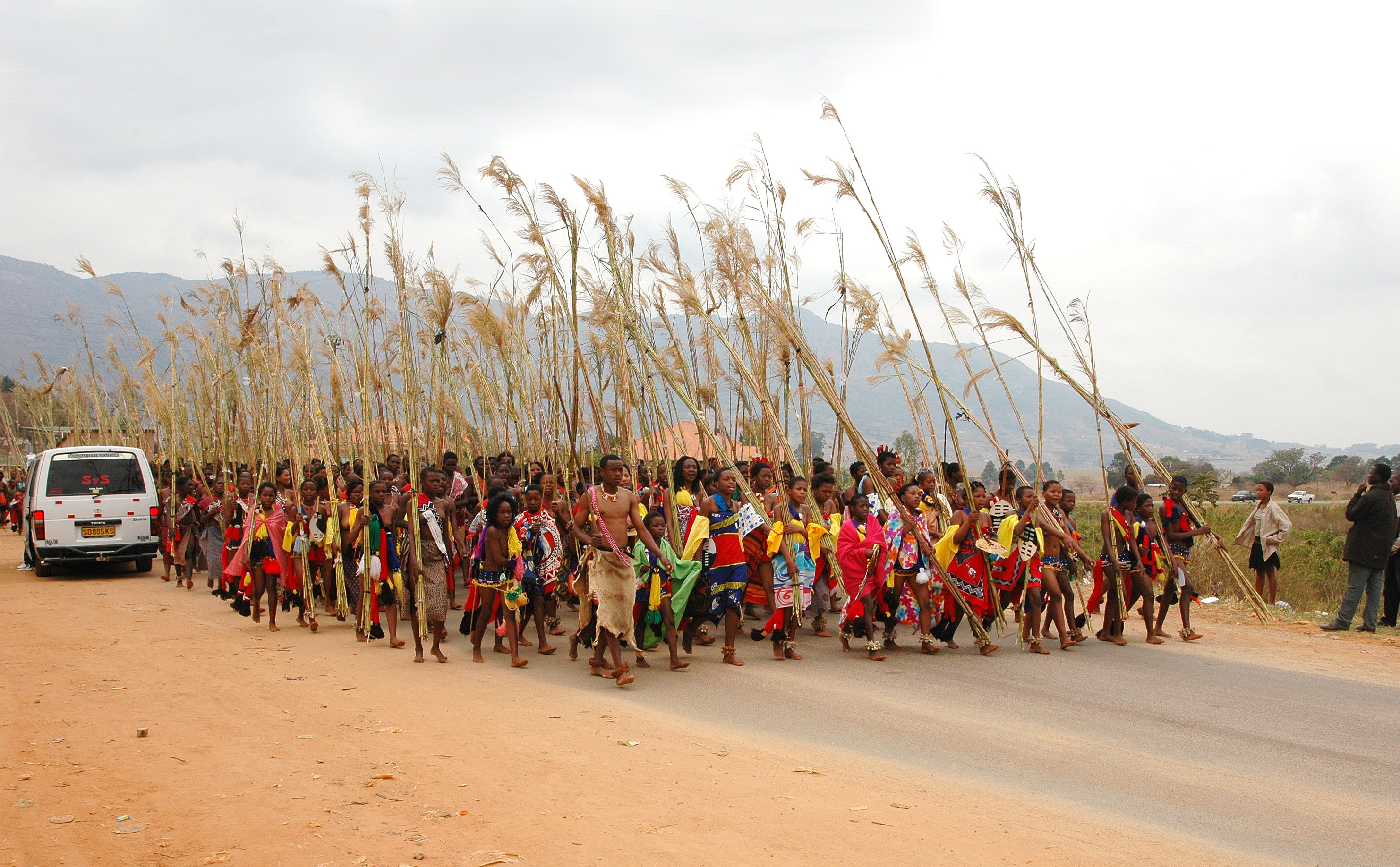
Lễ hội Umhlanga ở Eswatini

Âm nhạc Eswatini bao gồm cả âm nhạc dân tộc Swazi và nhiều thể loại nhạc dân gian cũng như các thể loại hiện đại như rock, pop và hip hop, vốn phổ biến ở Eswatini kể từ khi có ban nhạc như Vamoose. Sự phổ biến của hip hop ở Nam Phi, nơi có chung biên giới với Eswatini, cũng đã giúp phổ biến nó. Nhiều nghệ sĩ hip hop biểu diễn ở nước láng giềng Nam Phi vì không có khả năng biểu diễn ở quê nhà.
Hai lễ hội lớn ở nước này là Incwala và Umhlanga. Incwala diễn ra vào tháng 12 trong khi Umhlanga diễn ra vào tháng Tám. Umhlanga được biết đến với điệu nhảy của nó, được thực hiện bởi phụ nữ và buổi lễ kéo dài 5 ngày, liên quan đến việc cắt sậy. Các nhạc cụ truyền thống được sử dụng bao gồm: sừng kudu, calabash, lục lạc, makeyana và sáo sậy.